# Lời chúc rượu

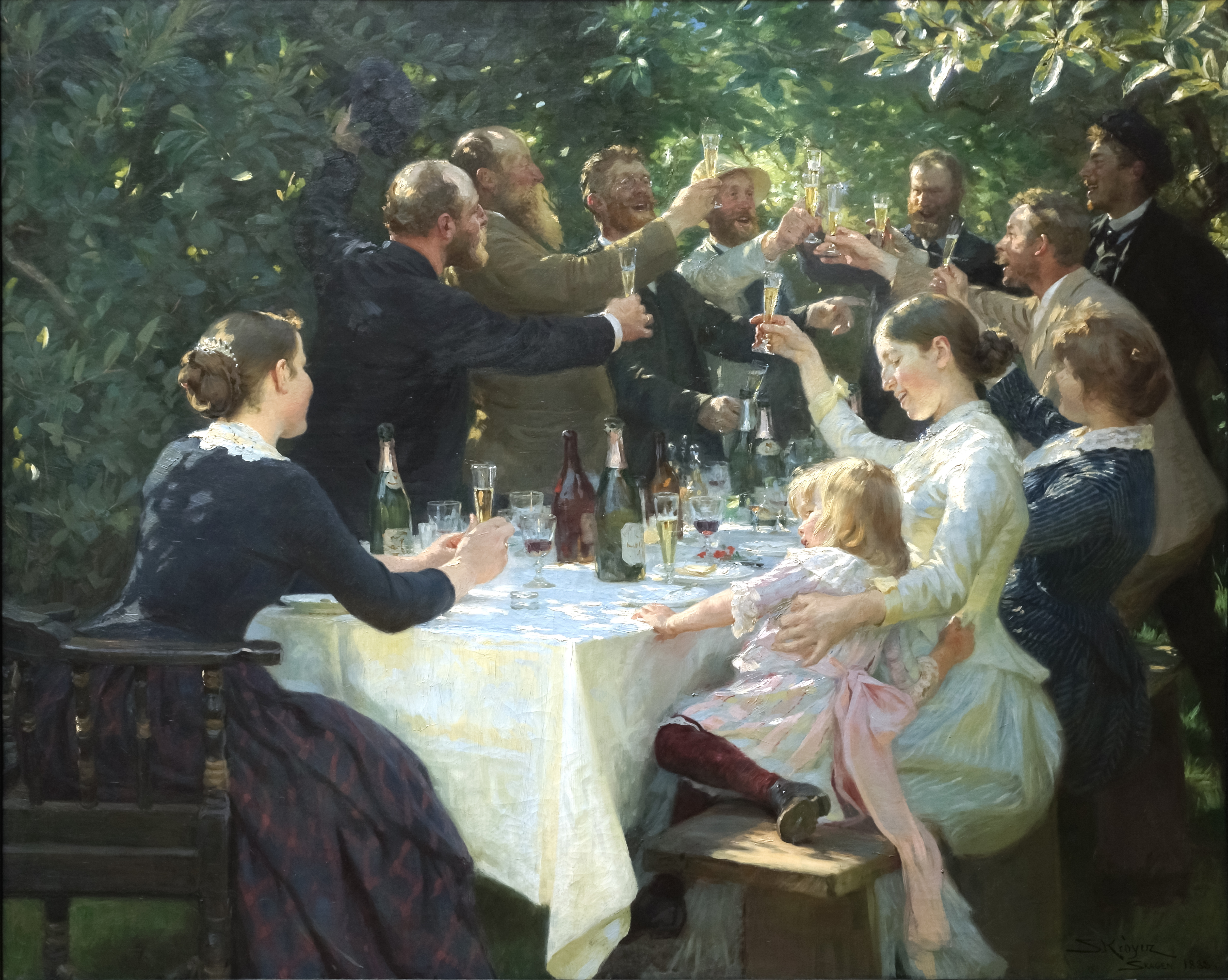
Hip hip hurra! Tranh vẽ Người Đan Mạch chúc rượu

Lời chúc rượu (tiếng Anh: toast) là những lời nói trước khi chạm cốc và uống rượu trong những dịp lễ, hội, trong những cuộc gặp gỡ chính thức cũng như những cuộc gặp mặt, cuộc vui trong đời sống thường nhật. Lời chúc bao gồm lời đề nghị nâng cốc chào mừng khách quý, về nguyên nhân dẫn đến cuộc gặp và thường là chúc nhau sức khỏe, hạnh phúc, thành đạt... Trong lời đáp, khách bày tỏ lòng cảm ơn về sự mến khách của chủ, về việc tạo điều kiện để có buổi gặp mặt và tin tưởng vào sự hiểu biết, tin cậy lẫn nhau. Nói lời chúc là nét văn hóa, một truyền thống của hầu hết mọi nền văn hóa từ Đông sang Tây.

## Lịch sử lời chúc rượu
Lời chúc rượu có từ thời Hy Lạp cổ đại. Theo quan niệm từ xưa, con người ta ẩm thực bằng ngũ quan (thị giác, xúc giác, vị giác, khứu giác và thính giác). Khi ta uống rượu thì sắc rượu mắt đã nhìn, hương rượu mũi đã ngửi, vị rượu lưỡi đã nếm, dáng rượu tay đã sờ… nhưng thanh rượu tai chưa nghe, chúng ta chạm cốc và rượu sẽ phát ra âm thanh của nó. Cũng là một chiếc cốc ấy nhưng với những loại rượu khác nhau, người ta sẽ nghe ra những "tiếng nói" khác nhau. Ở Anh xưa nay, một số loại rượu chỉ uống với những lời chúc và nếu như ai đã nói lời chúc thì phải uống cạn. Những lời chúc phụ nữ, người châu Âu thường thích nói bằng tiếng Pháp.

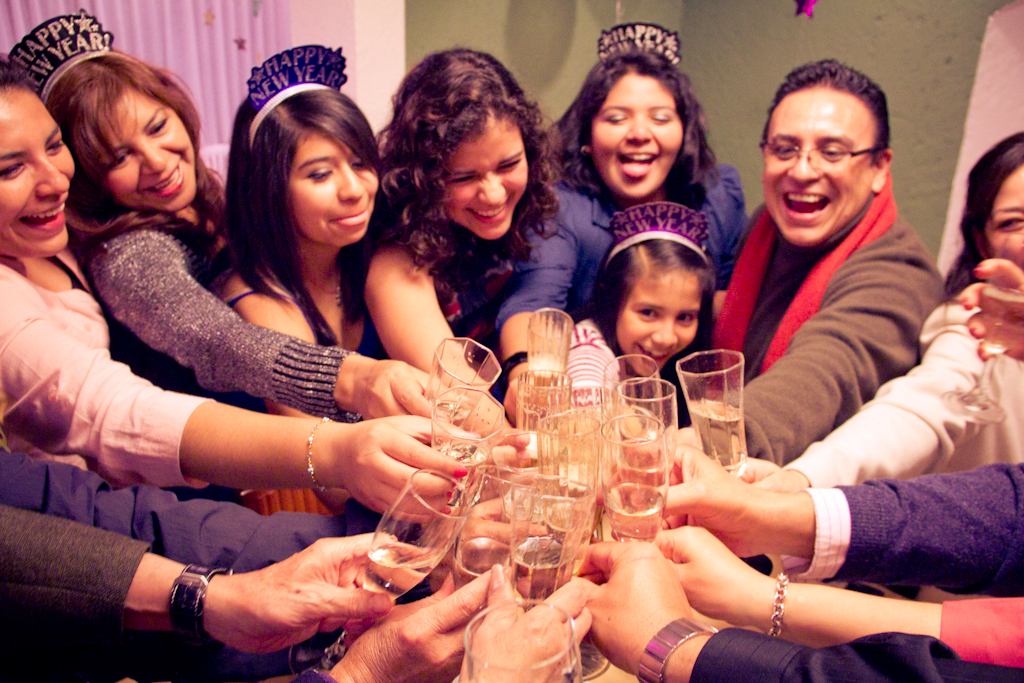
Cụng ly chúc mừng năm mới dương lịch

Việt Nam không phải là dân tộc có truyền thống nói lời chúc rượu nhưng từ xa xưa người Việt đã có câu "Chén tạc, chén thù". Chủ chúc là "tạc", khách chúc đáp lễ là "thù". Ngoài ra, trong các cuộc vui, người Việt thường đọc thơ, bình thơ, thả thơ... Ca dao Việt Nam có hàng trăm câu nói về việc thưởng rượu. "Bầu rượu, túi thơ", "bầu rượu, nắm nem" là những hình ảnh đẹp của văn học cổ. Kiệt tác Truyện Kiều là một tác phẩm đề cập đến chuyện uống rượu nhiều nhất. Ngoài ra, tiếng Việt có hàng ngàn bài thơ và giai thoại về các nhà thơ và rượu.
- Omar Khayyam của Ba Tư trung cổ viết:

Em yêu ơi ai biết được ngày mai
Ta hãy quên phiền muộn dưới trăng này
Uống đi em kẻo một ngày nào đó
Trăng lại về còn ta đã xa bay.
- William Shakespeare (trong vở Henry VIII, màn 1, cảnh 4) viết: Good company, good wine, good welcome, make good people (Có bạn hiền, có rượu ngon, có lòng mến khách thì sẽ làm cho mọi người hân hoan, dễ chịu).
- Nhớ bạn, nhớ rượu, Nguyễn Khuyến viết:

Rượu ngon không có bạn hiền
Không mua không phải không tiền không mua.
- Nguyễn Du, qua lời của Thúy Kiều, chúc:

Chén vui nhớ buổi hôm nay
Chén mừng xin đợi ngày rày năm sau.
- Nhà thơ Trần Huyền Trân chia sẻ:

Rồi lên ta uống với nhau
Rót đau lòng ấy vào đau lòng này.

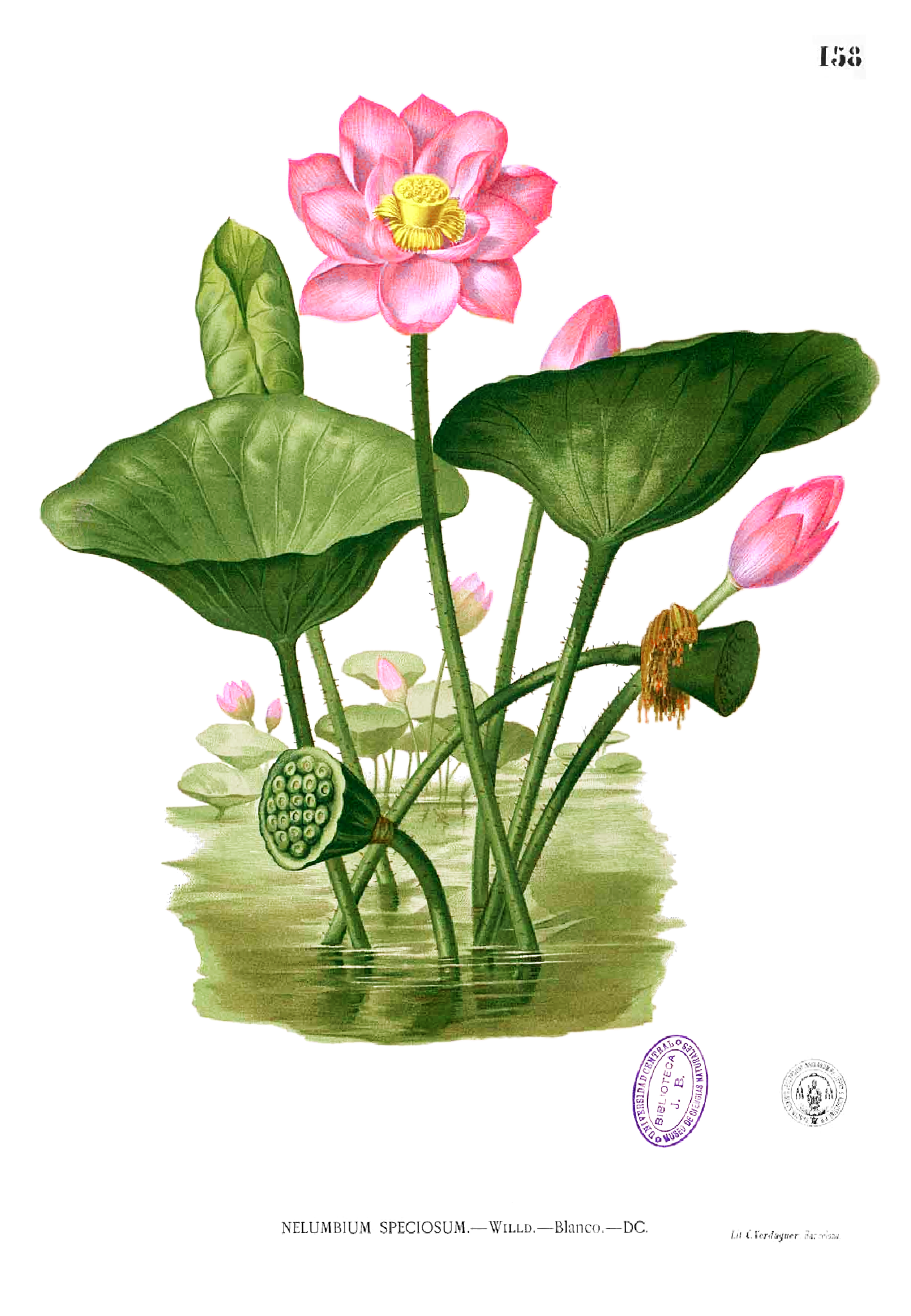
Hoa Sen

- Phó Tổng thống Joe Biden chúc Tổng Bí thư Nguyễn Phú Trọng:

Trời còn để có hôm nay
Tan sương đầu ngõ vén mây cuối trời.
Một tình yêu đã không thành như buổi đầu mong ước. Đã xảy ra biết bao nhiêu giết chóc và hủy diệt, bao nhiêu khổ đau và nước mắt, bao nhiêu cay đắng và khủng khiếp, bao nhiêu buồn vui và tan hợp… nhưng trời còn để có ngày xảy ra cái điều phải xảy ra như một điều kỳ diệu vẫn từng có ở cuộc đời:
Hoa tàn mà lại thêm tươi
Trăng tàn mà lại hơn mười rằm xưa.
- Tổng thống Barack Obama chúc người Việt Nam:

Tôi được biết dân tộc Việt Nam luôn lấy nguồn cảm hứng từ Hoa Sen bởi lẽ Hoa Sen mọc từ trong bùn, đầy gian khó nhưng nó chính là biểu tượng của hy vọng. Nó sống và vươn lên ở những nơi mà các loại hoa khác không thể tồn tại vì thế nó là biểu tượng của sức mạnh và sự can trường. Nó toả hương và khoe sắc vì vậy nó chính là biểu tượng cho cái đẹp.
Tôi đề nghị nâng cốc chúc cho dân tộc Việt Nam với tất cả những phẩm chất của Hoa Sen.

## Nghi thức cơ bản

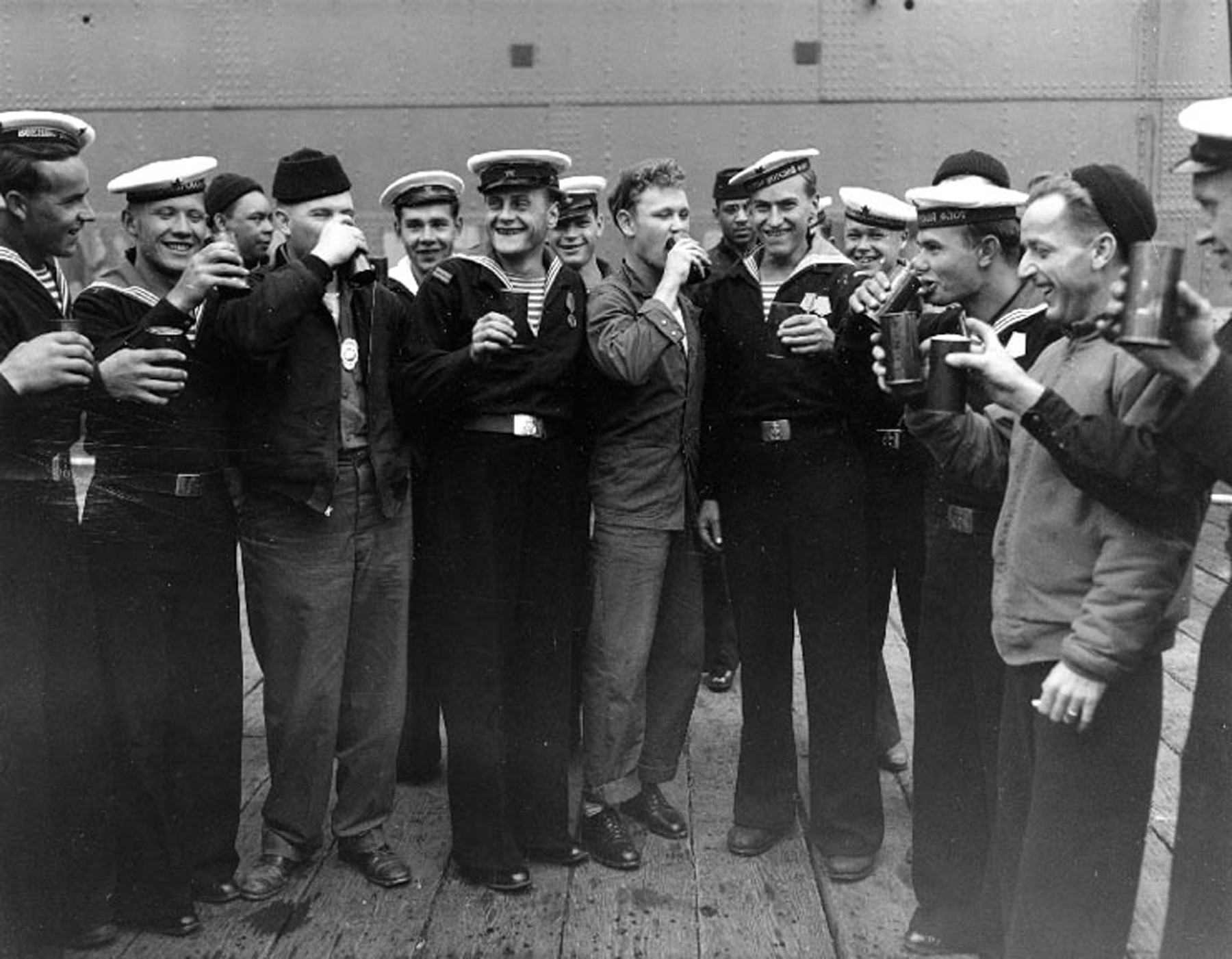
Nga - Mỹ chúc mừng Thế chiến II kết thúc

Trong các buổi tiếp đón, chiêu đãi chính thức, lời chúc thường được nói sau khi đã dùng món khai vị, khi đã rót rượu Champagne – thường là khoảng 10–15 phút sau khi buổi tiệc bắt đầu. Một số trường hợp ngay từ đầu và thường là không chạm cốc, nếu chạm cốc thì đàn ông luôn để cốc của mình thấp hơn cốc của phụ nữ. Trong khi nghe lời chúc thì không nói chuyện, không rót rượu, không đốt thuốc. Người nói lời chúc thường là đứng, tất cả mọi người giữ cốc rượu trong tay và cũng thường là đứng. Đối tượng cuà lời chúc, nếu không phải là Tổng thống hay Chủ tịch nước thì thường là sẽ chúc đáp lại. Phụ nữ, nếu không phải là cô dâu, thì thường là tiếp nhận lời chúc bằng cách mỉm cười, ngồi và đôi mắt nhìn xuống trong khi tất cả đều đứng. Phụ nữ giữ cốc rượu trong tay mình và chưa uống, một khi tất cả chưa uống hết. Trong trường hợp ngược lại sẽ được coi là người không khiêm tốn.
Những lời chúc rượu quan trọng hướng đến những nhân vật quan trọng thường là uống hết 100 phần trăm. Trong những buổi tiệc long trọng, đôi khi người ta uống xong, ném cốc vào đá hoặc ném xuống sàn nhà. Nói chung, từ chối uống rượu để chúc cho ai đấy, được hiểu là thiếu tôn trọng đối với người này. Nếu một người không thể uống được thì cũng nên làm ra vẻ như mình đang uống. Cốc nước lã thì không được nói lời chúc, mặc dù vua Gustav II Adolf của Thụy Điển đã từng cho phép làm điều này.

## Lời chúc rượu trong đời sống hiện đại
Lời chúc rượu của người ngày nay không quá ư lịch thiệp, cao đàm khoát luận như người xưa mà, hoặc là ngắn gọn hơn, hoặc là tính vui nhộn nhiều hơn. Trong những cuộc vui, người nói lời chúc rượu có thể là đọc một câu thơ, một câu danh ngôn hoặc là kể một câu chuyện vui, một tình huống vui nhộn nào đấy để làm cái cớ bắt vào lời chúc. Nói chung, tính chất nghiêm túc hay vui nhộn của lời chúc phụ thuộc vào tình huống của cuộc vui và đối tượng mà lời chúc hướng đến.

## Trích một số lời chúc rượu

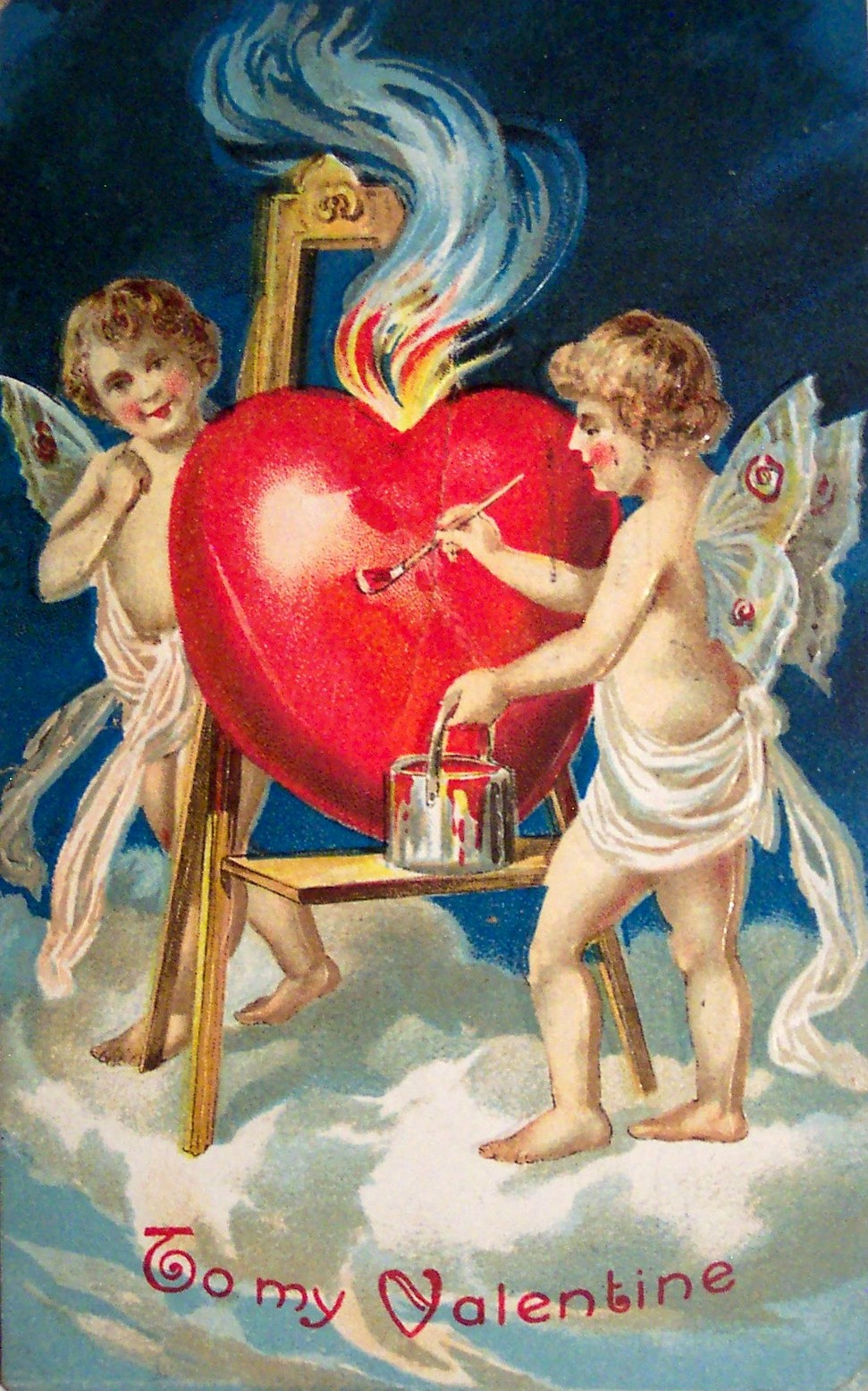
Không mua, không bán

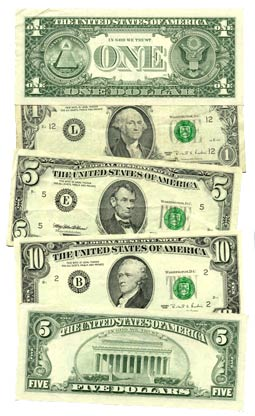
Mua tiên cũng được

Chúc tình yêu
- Trong tác phẩm "Những cành đào" của Ấn Độ cổ đại nói rằng: "Nhu cầu của tâm hồn sinh ra tình bạn, nhu cầu của trí tuệ sinh ra lòng kính trọng, nhu cầu của thể xác sinh ra sự ham muốn. Cả ba nhu cầu này sinh ra tình yêu chân chính". Ta hãy nâng cốc chúc mừng cho ta luôn có những nhu cầu này, để ta luôn luôn yêu và được người yêu lại!
- Ngày xưa ở Hy Lạp cổ đại có bốn nhà triết học: Thales, Anaximenes, Heraclitus và một người nữa mà tôi quên mất tên. Suốt đời họ đi tranh cãi với nhau về chuyện chất gì có trước tiên. Thales nói rằng đó là nước, Anaximenes thì khẳng định là không khí, Heraclitus thì tin chắc đấy là lửa, còn người thứ tư cho rằng đấy là đất. Chúng ta cùng nâng cốc, mặc cho các nhà triết học tranh cãi, ta hãy chúc cho chất thứ năm, mà nếu thiếu nó thì đã chẳng có ta… Chúc tình yêu![cần dẫn nguồn]
- Người ta ném một con chó vào chuồng con sư tử. Sư tử muốn ăn thịt chó ngay nhưng nghĩ bụng: trước khi ăn thịt hãy đùa một chút. Đùa với nhau, thế rồi yêu nhau lúc nào không biết. Từ đó cả chó và sư tử sống với nhau hòa hợp. Ta hãy nâng cốc chúc cho cái nhìn đầu tiên có thể làm nên những điều kỳ diệu!
- "Dù khoa học có phát triển đến đâu, tình yêu vẫn mãi là nghệ thuật; dù thiên thần có lên cao đến đâu, tình yêu vẫn luôn luôn có đôi cánh mạnh mẽ hơn đôi cánh của thiên thần. Dù tiền bạc và công danh có làm cho con người hạnh phúc đến đâu thì niềm vui lớn nhất của cuộc đời vẫn mãi mãi là niềm vui do tình yêu mang lại" – Paolo Mantegazza viết về tình yêu như thế đấy!

Chúng ta hãy cạn chén để chúc cho những điều kỳ diệu của tình yêu!

Ái

- Thi sĩ Boris Pasternak có những câu thơ thần kỳ:

Yêu người khác – cây thập ác nặng nề
Em tuyệt vời, không quanh co khúc khuỷu
Và điều bí ẩn của vẻ đẹp kia
Lời giải đáp tìm ra, anh xin chịu!
Anh cố gắng tìm ra lời giải đáp "điều bí ẩn của vẻ đẹp kia" nhưng chỉ hoài công. Và bởi thế anh chỉ biết nói rằng: anh yêu em!
- Nhà thơ Xuân Diệu viết:

Anh chỉ có một tình yêu thứ nhất
Anh cho em cùng với một lá thư
Em không lấy, và tình anh đã mất
Tình đã cho không lấy lại bao giờ!
Tình đã cho, tất nhiên, không bao giờ lấy lại, bởi như lời Đức Chúa Giê-su đã dạy: "Cái nhận về là cái mất đi, còn cái đem cho đi sẽ còn lại mãi". Ta hãy uống chúc cho Tình yêu thứ nhất!
- Đôi trai gái yêu nhau ghé vào một nhà hàng để ăn trưa. Họ quên gọi món ăn mà chỉ ngồi nhìn nhau đắm đuối một hồi lâu. Cuối cùng, chàng trai nói:

- Em ngọt ngào quá, anh nhìn em đã no rồi!
- Em cũng vậy!
Người nhân viên phục vụ nãy giờ đứng trơ như tượng đá bên bàn bèn hắng giọng và hỏi:
– Hai anh chị uống gì ạ?
Ta nâng cốc chúc cho ta luôn có cái để mà ăn, còn uống thì ta sẽ tự tìm lấy!
- Trong lá thư thứ nhất của Thánh Giăng có đoạn:

Trong tình yêu không có sợ hãi, nhưng
Tình trọn vẹn sẽ xua đi nỗi sợ
Bởi vì sợ hãi chính là đau khổ
Kẻ nhát gan không trọn vẹn trong tình.
Còn Byron vĩ đại thì khẳng định: "Tình yêu lớn là tình của những ai yêu trong lỗi lầm và sợ hãi" (Great is their love, who love in sin and fear).
Chúng ta hãy nâng cốc chúc những kẻ nhát gan và chúc những ai đang có một tình yêu lớn, những ai đang yêu trong lỗi lầm và sợ hãi. Chúc Tình yêu!
- Nhà thơ Hồ Dzếnh có câu thơ:

Đời mất vui khi đã vẹn câu thề
Tình chỉ đẹp những khi còn dang dở.
Ta hãy nâng cốc chúc cho tình vẫn đẹp không chỉ có lúc dở dang và chúc cho đời vẫn vui dù cả khi câu thề đã vẹn! Chúc tình yêu!
- Có thể mua ngôi nhà

Nhưng không là tổ ấm
Có thể mua giường nệm
Không mua được giấc mơ
Có thể mua đồng hồ
Thời gian không mua được
Có thể mua sách đọc
Nhưng kiến thức thì không
Có thể mua chức quyền
Kính trọng không mua được
Trả tiền cho thầy thuốc
Không cho sức khỏe mình
Có thể mua linh hồn
Nhưng không mua cuộc sống
Có thể mua phóng đãng
Không mua được tình yêu.
Chúng ta nâng cốc chúc những thứ không thể nào mua được bằng tiền!
- Nhà văn Victor Hugo viết rằng: "Tình yêu như một thân cây tự lớn lên, đâm rễ sâu ở trong ta và không ít khi cây này vẫn xanh tốt, nở hoa cho dù con tim ta chỉ còn là đống hoang tàn đổ nát". Chúng ta hãy cùng nâng cốc chúc cho vườn tình nở hoa xanh tốt trong suốt cuộc đời ta!
- Nhà văn Somerset Maugham viết: "Thật đau lòng nhìn người phụ nữ mà một thời ta đã yêu bằng tất cả trái tim, bằng tất cả tấm lòng. Ta đã từng yêu mà không thể thiếu người trong một phút, và ta nhận thức được rằng sẽ chẳng đau buồn nếu không bao giờ còn gặp mặt. Sự lãnh đạm, thờ ơ là bi kịch của tình yêu". Chúng ta hãy nâng cốc chúc cho không một ai trong chúng ta phải nhìn thấy cảnh đau lòng!
- Cô gái trở thành phụ nữ sau một đêm. Còn chàng trai sau hai năm mới trở thành một đàn ông thực thụ. Tuy nhiên, chẳng ai biết rõ rằng ai dễ hơn ai… Ta hãy nâng cốc chúc cho cả hai người. Để cho họ hiểu và đừng so sánh những vất vả của nhau! Để cho hai năm trời qua mau như một đêm, còn cái đêm này thật đủ đầy như hai năm dằng dặc!
- Nhà văn Samuel Johnson viết: "Hôn nhân chỉ có hai loại: vì tình yêu hoặc là theo sự tính toán. Nếu bạn lấy nhau vì tình thì bạn sẽ có nhiều những ngày hạnh phúc và, chắc là, có không ít hơn những ngày khó nhọc. Còn nếu bạn lấy nhau theo sự tính toán – sẽ không có những ngày hạnh phúc, và những ngày khó nhọc, chắc là, cũng sẽ không còn".

Tất cả đúng như vậy. Chúng ta nâng cốc chúc mọi người lấy nhau theo cách mình chọn lựa. Với một ai đó – thà chịu khó nhọc cũng còn hơn là không hạnh phúc, với một ai kia – thà không hạnh phúc nhưng không hề khó nhọc!
Chúc phụ nữ:
- Cuối thế kỉ 15 Christopher Columbus bằng ba chiếc thuyền Caravella từ bờ biển Tây Ban Nha đi tìm đường sang Ấn Độ, thế mà lại tìm ra châu Mỹ. Đàn ông nói chung là vẫn thích tìm ra một cái gì đấy: đường biển hay châu Mỹ, mà nếu tìm được chai rượu, chai bia thì lại càng vui… Tôi sẽ không đi kể về những phiêu lưu, mạo hiểm mà Columbus và những người đi cùng ông đã phải chịu đựng, nhưng khi tìm ra miền đất mới họ vô cùng ngạc nhiên trước sự giàu có của vùng đất này. Nhưng tiếp theo? Tiếp theo họ lại ngồi lên những chiếc thuyền Caravella của mình trở về nhà, trở về với những người yêu dấu. Điều này chứng tỏ rằng, phụ nữ đối với đàn ông là những cục nam châm, đã hút những kẻ du hành quay trở lại. Chúng ta nâng cốc chúc những cục nam châm này![cần dẫn nguồn]
- Phụ nữ và nhà ngoại giao khác nhau ở điểm nào? Nếu nhà ngoại giao nói rằng "có" – thì được hiểu là "có thể". Nếu phụ nữ nói "không" – thì cũng có nghĩa là "có thể". Nếu nhà ngoại giao nói "có thể" – thì có nghĩa là "không". Nếu như phụ nữ nói "có thể" – thì nghĩa là "có". Nếu nhà ngoại giao nói "không" thì người này không phải nhà ngoại giao. Nếu như phụ nữ nói "có" thì không phải phụ nữ. Ta hãy nâng cốc chúc mừng những phụ nữ ngoại giao![cần dẫn nguồn]
- Bạn thân mến của tôi! Đừng chạy đuổi theo phụ nữ như theo ô tô buýt đã chạy đi. Hãy nhớ rằng sau đấy sẽ còn xe khác đến. Nào, ta hãy uống chúc cho ô tô buýt chạy thường xuyên hơn![cần dẫn nguồn]
- Tôi đề nghị mọi người nâng cốc chúc cho rượu và phụ nữ! Vì rằng rượu và phụ nữ đều có những điểm thật giống nhau. Thứ nhất, cả rượu và phụ nữ đều làm cho đầu óc choáng váng. Thứ hai, cần xốc nổi và bồng bột. Thứ ba, rượu ngon và phụ nữ đẹp đều rất quý. Thứ tư, cả hai thứ đều lên men. Xin chúc mừng phụ nữ![cần dẫn nguồn]
- Ta thường xuyên tặng quà cho phụ nữ mà quà tặng thì càng ngày càng đắt. Tôi đề nghị nâng cốc chúc mừng phụ nữ! Xin phụ nữ cứ ngày một quý giá hơn. Vì sớm sủa hay muộn màng thì chúng tôi rồi cũng sẽ trở thành những ông chủ của những kho châu báu![cần dẫn nguồn]
- Tôi xin nâng cốc chúc những người phụ nữ có mặt trong buổi hôm nay! Nói như Pierre Boisst: "Không có phụ nữ thì cả bình minh lẫn hoàng hôn của cuộc đời sầu úa, còn giờ chính ngọ thì ảm đạm, thê lương".
- Nhà văn Victor Hugo viết: "Bạn chiêm ngưỡng một ngôi sao theo hai nguyên nhân: thứ nhất là bởi vì sao lấp lánh, thứ hai là bởi vì sao không thể đạt đến. Nhưng bên cạnh bạn có một thứ ánh sáng dịu dàng hơn và bí ẩn hơn – đó là phụ nữ". Chúng ta hãy nâng cốc chúc những vì sao lấp lánh trong buổi hôm nay!
- Những kẻ thích đùa khẳng định rằng Adam là người đàn ông không bình thường, bởi lẽ có người đàn ông nào lại đi ăn táo nếu như trước mặt anh ta là một người phụ nữ không có một chút quần áo nào trên người, rồi lại còn đi nói về sự cám dỗ! Nhưng mà chúng ta chớ nên quan tâm về chuyện của con người đầu tiên trong Kinh Thánh mà hãy nâng cốc để ta nhìn thấy ở phụ nữ, trước hết là phụ nữ chứ không chỉ là người đồng nghiệp, cô láng giềng hay người vợ![cần dẫn nguồn]
- Nhạc sĩ Carl Maria von Weber quả là hơi bị khủng hoảng tinh thần khi viết rằng: "Hãy cưới một cô vợ thấp bé nhỏ nhắn thôi, vì rằng trong tất cả mọi cái ác cần chọn cái nhỏ nhất". Thế mà đàn ông bây giờ, ngược lại với nhạc sĩ nổi tiếng kia, cứ thích những cô gái dân chài. Tôi đề nghị tất cả những ai không cho rằng phụ nữ là cái ác thì hãy đứng dậy chạm cốc để chúc mừng những người phụ nữ có mặt ở đây!
- Thủ tướng Lý Bằng chúc thế này: "Chúc phụ nữ! Chúc những con ngựa! Và chúc tất cả những ai trèo lên ngựa!"

Chúc đàn ông:

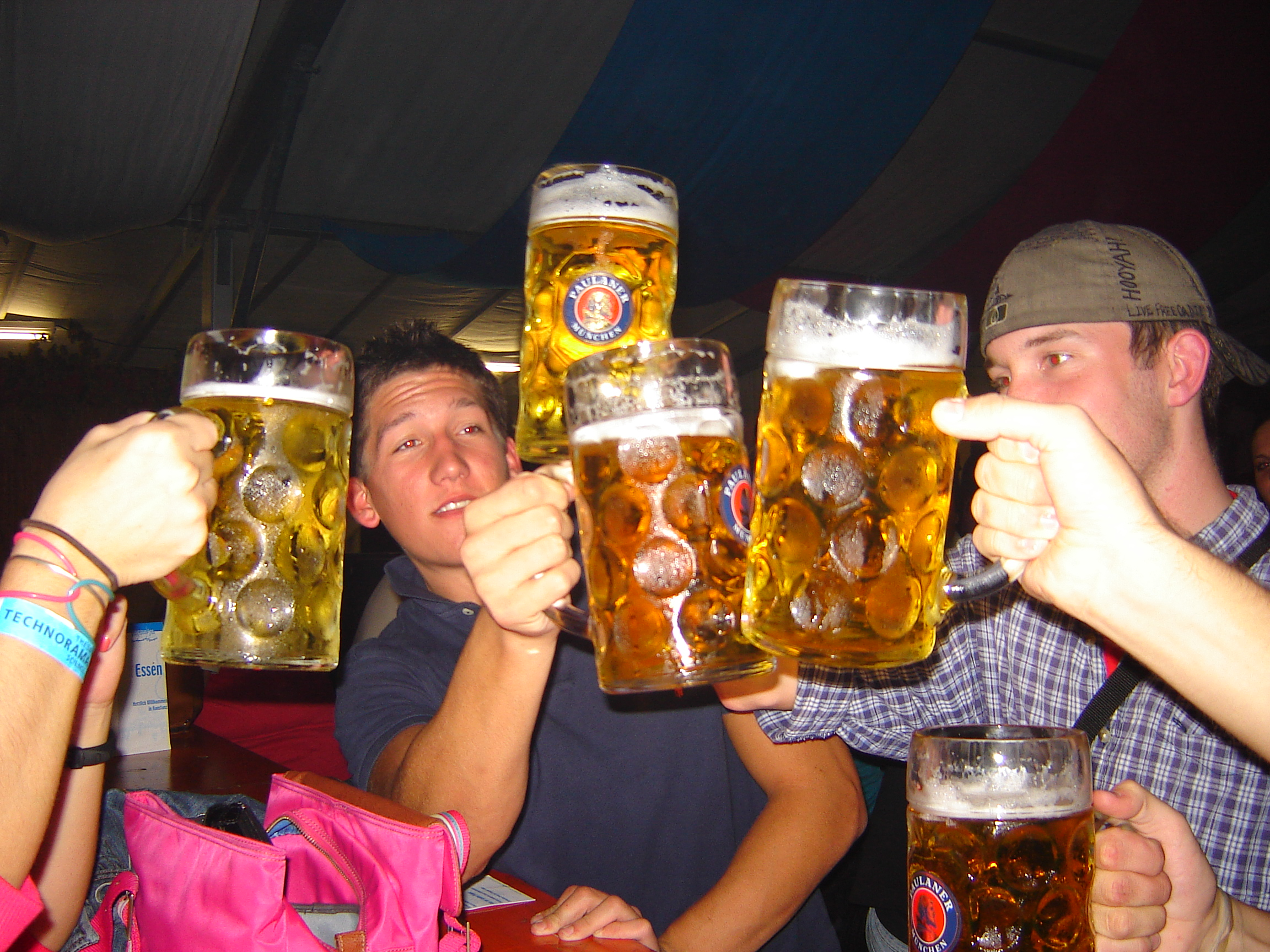
Chúc bia

- Tôi chúc anh có tiền như mong muốn của vợ anh, chúc anh có sức khỏe như mong muốn của mẹ anh. Và nếu như anh trở về nhà muộn trong đêm thì do cái nguyên nhân mà vợ nghĩ về anh chứ không phải mẹ![cần dẫn nguồn]
- Cô vợ trẻ và xinh đẹp của ngài Smith bị chết. Trong buổi lễ tang, như mọi quý ông của xứ Ăng lê, ngài giữ vẻ điềm tĩnh, tiếc thương một cách lặng lẽ, không gây sự chú ý của những người khác. Trong khi đó bên cạnh có một chàng trai trẻ khóc nức nở với những lời lẽ yêu thương về người đẹp xấu số. Khi buổi lễ tang kết thúc, ngài Smith bước đến an ủi chàng trai trẻ: "Đừng buồn phiền như thế anh bạn ạ, ít nữa tôi lại sẽ lấy vợ!" Chúng ta nâng cốc chúc cho sự thông cảm lẫn nhau của đàn ông![cần dẫn nguồn]
- Trên bãi biển Sầm Sơn một thằng bé 5 tuổi hỏi mẹ: "Mẹ ơi, tại sao cô áo đỏ ngực nhô lên cao mà cô áo xanh không có gì cả?" Người mẹ ngạc nhiên, định giơ tay phát cho một cái vào mông nhưng rồi chợt nhớ điều gì đấy, lấy vẻ mặt nghiêm nghị, bảo con trai: "Con ơi, cô áo đỏ là chú bỏ tiền nhiều vào đấy". Ta hãy cạn chén mừng cho những chú lắm tiền![cần dẫn nguồn]

Chúc bà nhạc:
- Một người vợ trẻ nửa đêm gọi điện cho mẹ của mình:

– Mẹ ơi, con phát điên lên được. Đã hai giờ đêm mà chồng vẫn chưa về… Đi với gái hay sao ấy.
Bà mẹ an ủi con gái:
– Con ơi, sao mày nghĩ dại dột thế. Nó chắc là gặp tai nạn phải vào bệnh viện cấp cứu.
Chúng ta hãy nâng cốc chúc nhau sức khoẻ và cảm ơn lòng tốt của những người phụ nữ!
Những lời chúc khác:
- Xem xét một số tư tưởng, học thuyết nổi tiếng nhất của những vĩ nhân người Do Thái chúng ta thấy: Moses nói rằng tất cả là Đức Chúa Trời. Giê-su Christ nói rằng tất cả là Tình yêu. Sigmund Freud khẳng định tất cả là Tình dục. Karl Marx cho rằng tất cả là Lao động. Còn Albert Einstein thì đưa ra học thuyết nói rằng tất cả đều là Tương đối.

Chúng ta nâng cốc chúc mừng sự tương đối này
- Xưa có hai người đàn ông hàng xóm với nhau cùng chở rượu ra chợ thị xã để bán trong dịp Tết. Trời rét, đường xa (ngày đấy chưa có xe cộ như bây giờ), dọc đường họ dừng lại nghỉ và ăn trưa.

– Giờ mà được cốc rượu uống thì thật là hay! – người thứ nhất than thở.
– Hay thì hay nhưng rượu đem đi bán, không nên phí một giọt nào – người thứ hai nói.
Khi đó người thứ nhất lục túi, tìm mãi được một đồng xu đưa cho người hàng xóm và nói:
– Này, rót cho tao một cốc.
Người này rót cho người kia một cốc, sau đấy trả lại đồng xu và bảo:
– Còn bây giờ mày rót cho tao một cốc.
Và thế là đồng xu cứ trao qua trao lại cho đến khi cạn sạch cả hai thùng rượu. Hai người hàng xóm say sưa, lâng lâng và cảm thấy vô cùng hài lòng với việc bán rượu của mình.
Chúng ta hãy uống mừng cho những giao dịch thành công!
- Có con chim sẻ ngồi bên đường run lập cập vì giá rét. Trên đường có một con trâu đi qua, vẩy đuôi rồi trút một cục phân nóng hổi lên đầu con chim sẻ. Được sưởi ấm, chim sẻ cảm thấy vui và kêu ríu rít. Một con mèo chạy qua nghe thấy tiếng chim sẻ đã vồ lấy chim và ăn thịt… Chúng ta hãy nâng cốc và xin hãy cùng nhau nhớ một điều này: không phải cứ ai làm cho mình bẩn đều là thù và không phải cứ ai kéo mình ra từ phân đều là bạn! Còn nếu như đã trót sa vào phân rồi thì hãy ngồi im chứ đừng kêu lên ríu rít!
- Một chàng trai yêu một cô gái người nước ngoài và tìm mọi cách để cưới nàng làm vợ. Cô gái nói: "Em sẽ làm vợ anh nếu như anh làm theo một trăm điều em yêu cầu". Chàng trai bắt đầu thực hiện thói đỏng đảnh của cô gái. Đầu tiên nàng bắt chàng trèo lên vách đá không có bậc, sau đó phải nhảy xuống từ vách đá kia. Chàng trai nhảy xuống và bị gãy chân. Khi đó cô gái bắt chàng đi lại mà không được cà nhắc. Và còn vô khối những việc khác: bơi qua sông không được vẫy tay; dừng con ngựa đang lồng lộn và bắt nó quỳ gối; bổ quả táo mà cô đặt trên ngực mình…

Chàng trai đã thực hiện 99 điều cô gái yêu cầu. Chỉ còn lại một điều. Khi đó cô gái nói: "Và bây giờ thì anh hãy quên bố mẹ và tiếng mẹ đẻ của mình". Không cần suy nghĩ, chàng trai nhảy lên ngựa, quất roi và phóng đi mãi mãi. Cốc rượu này ta uống để không bao giờ được quên những người đã cho ta cuộc đời và vì tiếng mẹ đẻ của ta!
- Đại văn hào Lev Tolstoy có một lần nói thế này: "Tất nhiên, nếu một người bị bệnh loét dạ dày hay đau những bệnh khác thì khỏi phải nói. Nhưng nếu như một người đàn ông khỏe mạnh mà từ chối việc ăn thịt và uống chén rượu thì tôi rất nghi ngờ loại người này: hoặc là đồ giả nhân giả nghĩa, hoặc là kẻ đê tiện". Chúng ta hãy cạn chén và đừng quên ăn thịt để không ai nghi ngờ ta là những kẻ đê tiện hay đồ giả nhân giả nghĩa!
- Một góa phụ nhận được 100 nghìn franc tiền bảo hiểm tính mạng của chồng. Người này vừa khóc nức nở vừa nói:

– Lạy Chúa! Con yêu Henry vô cùng! Con sẵn sàng trả một nửa số tiền này nếu như anh ấy sống lại.
Chúng ta nâng cốc để cái quý giá nhất đời ta biết trân trọng không chỉ sau khi đã mất!
- Một tiệm chụp hình quảng cáo: "Đến hiệu ảnh chúng tôi bạn có thể lựa chọn cho mình: nụ cười thơ ca, nụ cười suy tư, nụ cười xa lạ, nụ cười góa bụa, nụ cười cô đơn, nụ cười giận hờn, nụ cười âu yếm, nụ cười quyến luyến, nụ cười mỉa mai, nụ cười khôi hài, nụ cười lãng mạn, nụ cười say đắm, nụ cười thông minh, nụ cười gợi tình, nụ cười hấp dẫn, nụ cười đầy hứa hẹn…" Ta hãy cạn chén vì những nụ cười say đắm và đầy hứa hẹn!
- Một cặp vợ chồng đi dạo trong công viên. Họ gặp một người đàn ông ngớ ngẩn. Người này chạy đến ôm chầm lấy cô vợ và hôn. Người chồng móc túi lấy tờ 5 đô la tặng cho người ngớ ngẩn. Cô vợ lấy làm ngạc nhiên với hành động của chồng mình nhưng người chồng giải thích: "Cứ đợi mà xem, chắc chắn là 5 đô la này sẽ giết chết nó". Đi được một đoạn đường họ bỗng nghe vang lên tiếng súng. Hóa ra là có một đôi trai gái sắp cưới nhau cũng đi dạo trong công viên. Người ngớ ngẩn kia nhìn thấy họ đã nảy ra ý định sẽ ôm hôn cô dâu, biết đâu, chàng rể sẽ tặng cho 10 đô la. Chỉ vừa mới chạm vào người cô gái thì đã bị chàng trai rút súng bắn chết.

Nào, chúng ta cùng nâng cốc chúc mừng cho mọi người luôn đầu tư tiền bạc vào những việc có ích!
- Người đàn ông Anh có vợ và có người tình, nhưng quý ông của xứ Ăng lê yêu vợ. Người đàn ông Mỹ có vợ và có người tình, nhưng đàn ông Mỹ yêu người tình. Người đàn ông Pháp có vợ và có người tình, và đàn ông Pháp yêu cả vợ cả người tình. Người đàn ông Nga có vợ và có người tình, nhưng đàn ông Nga yêu rượu. Người đàn ông Do Thái có vợ và có người tình, nhưng đàn ông Do Thái yêu mẹ… Tôi có một anh bạn cũng có vợ và có người tình nhưng hắn chỉ thích đi lùng cổ phiếu và bất động sản. Chúng ta nâng cốc chúc những thứ mà ta yêu!
- Tôi đề nghị tất cả chúng ta cùng nâng cốc chúc cho niềm hy vọng. Đàn ông hy vọng sẽ làm ra thật nhiều tiền. Phụ nữ hy vọng rằng sớm hay muộn cũng sẽ có một người đàn ông như vậy. Chúc cho niềm hy vọng! Nhưng nếu như bỗng nhiên hy vọng không thành thì đừng tuyệt vọng – hãy gom nhặt những mảnh vỡ. Những bà đồng nát rồi sẽ thu mua.

Chúc cho niềm hy vọng!
Nguyễn Viết Thắng biên soạn (trích từ "1500 lời chúc rượu")
Tài liệu tham khảo:
- Lời chúc rượu (tập 1). Nhà xuất bản Thanh Niên, Hà Nội 2007.
- Lời chúc rượu (tập 2). Nhà xuất bản Thanh Niên, Hà Nội 2007.

## Lời chúc rượu qua một số ngôn ngữ

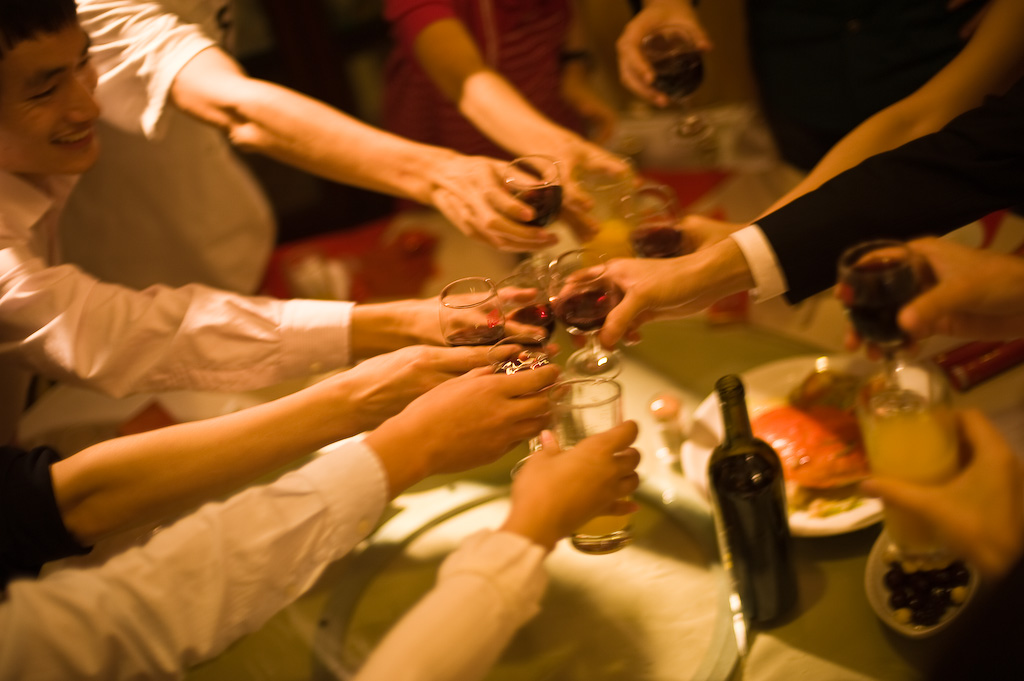
Rượu vang và nước ngọt

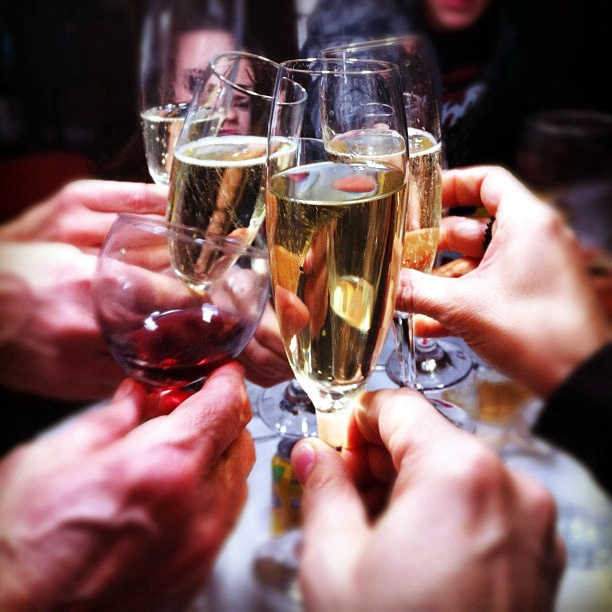
Rượu vang đỏ và Sâm panh

- Tiếng Việt: dô (còn được viết là "dzô"). Trong phương ngôn tiếng Việt Nam Bộ được nói là /jo/. Từ này được phương ngôn tiếng Việt Bắc Bộ vay mượn nhưng thay phụ âm /j/ không có trong phương ngôn tiếng Việt Bắc Bộ bằng phụ âm /z/, phát âm là /zo/.
- Tiếng Trung: 乾杯 (Hán tự phồn thể)/ 干杯 (Hán tự giản hoá), phanh âm: gānbēi, phiên âm Hán Việt: can bôi.
- Tiếng Nhật: 乾杯, chuyển tả Latin: kanpai, phiên âm Hán Việt: can bôi.
- Tiếng Hàn: 건배, chuyển tả Latin: geonbae, chữ Hán: 乾杯, phiên âm Hán Việt: can bôi.
- Tiếng Anh: Cheers!
- Tiếng Pháp: Santé! và: À la vôtre và: Tchin!
- Tiếng Nga: Vashe zdorovie!
- Tiếng Đức: Prost! (Prosit!)
- Tiếng Ý: Salute! và: Cin cin!
- Tiếng Tây Ban Nha: Salud!
- Tiếng Bồ Đào Nha: Saúde! (Brasil: Tin tin!)
- Tiếng Ba Lan: (Na) zdrowie!
- Tiếng Thái: Chokdee!
- Tiếng Hindu: Mubarik!
- Tiếng Tagalog (Philippines): Mabuhay!
- Tiếng Thổ Nhĩ Kỳ: Serefe!
- Tiếng Urdu (Pakistan): Djam!
- Tiếng Thụy Điển, Na Uy, Đan Mạch: Skål!
- Tiếng Hy Lạp: Ya mas!
- Tiếng Phần Lan: Kippis
- Tiếng Romania: Noroc!